# Herschel Daugherty
Herschel Daugherty (* 27. Oktober 1910 in Indiana; † 5. März 1993 in Encinitas, Kalifornien) war ein US-amerikanischer Filmregisseur und Schauspieler.

## Karriere
Herschel Daugherty begann seine Karriere 1943 als „Dialogue Director“ (Dialogregisseur) an kleineren Spielfilmen und arbeitete seit 1952 als Regisseur für verschiedene Fernsehserien, unter anderem Bonanza, Alfred Hitchcock Presents, Thriller, Raumschiff Enterprise und Kobra, übernehmen Sie.
Für die Arbeit an der Episode The Road That Led Afar der Fernsehserie General Electric Theater, die zwischen 1953 und 1962 produziert wurde, wurde er zusammen mit seinem Regieassistenten Richard Birnie mit dem Directors-Guild-of-America-Award ausgezeichnet.
Einer seiner wenigen Kino-Spielfilme war der von Walt Disney produzierte Western Das Herz eines Indianers (The Light in the Forest, 1958) nach dem Roman von Conrad Richter mit James MacArthur, Fess Parker und Joanne Dru. Mit Brian Keith und Robert Culp drehte er 1963 den Western Die rauhen Reiter von Texas (The Raiders).

## Filmografie (Auswahl)

### Schauspieler
- 1949: Sprung in den Tod (White Heat)
- 1950: Der Mann ihrer Träume (Young Man with a Horn)
- 1950: Des Teufels Pilot (Chain Lightning)
- 1950: Im Solde des Satans (The Damned Don’t Cry)
- 1950: Bezaubernde Frau (Tea for Two)
- 1950: Juwelenraub um Mitternacht (The Great Jewel Robber)
- 1951: Das Wiegenlied vom Broadway (Lullaby of Broadway)

### Regie
- 1948: Das Geheimnis der Frau in Weiß (The Woman in White) (Dialogregie)
- 1951: Romanze mit Hindernissen (On Moonlight Bay) (Dialogregie)
- 1953: Der Prinz von Bagdad (The Veils of Bagdad) (Dialogregie)
- 1956–1963: Alfred Hitchcock präsentiert (Alfred Hitchcock Presents, Fernsehserie, 27 Folgen)
- 1962–1964: Die Leute von der Shiloh Ranch (The Virginian, Fernsehserie, 3 Folgen)
- 1963: Die rauhen Reiter von Texas (The Raiders)
- 1963–1964: East Side/West Side (Fernsehserie, 2 Folgen)
- 1964–1965: Tausend Meilen Staub (Rawhide, Fernsehserie, 2 Folgen)
- 1970–1972: Dr. med. Marcus Welby (Marcus Welby, M.D., Fernsehserie, 5 Folgen)
- 1975: Make-up und Pistolen (Police Woman, Fernsehserie, 2 Folgen)

### Weitere Funktionen
- 1951: Mr. Belvederes zweite Jugend (Mr. Belvedere Rings the Bell) – technischer Berater